# داگلاس ای-۲۶ اینویدر
داگلاس ای-۲۶ اینویدر (به انگلیسی: Douglas A-26 Invader) یک هواپیمای ساختِ کارخانهٔ شرکت هواپیماسازی داگلاس در کشور ایالات متحده آمریکا است. نخستین استفاده‌کنندهٔ این هواپیما نیروی هوایی ارتش ایالات متحده آمریکا بوده‌است. این هواپیما برای نخستین بار در ۱۰ ژوئیه ۱۹۴۲ میلادی مورد استفاده قرار گرفت.